# Acanthagrion gracile
Acanthagrion gracile är en trollsländeart som först beskrevs av Jules Pièrre Rambur 1842.  Acanthagrion gracile ingår i släktet Acanthagrion och familjen dammflicksländor. Inga underarter finns listade i Catalogue of Life.